# Strombulidens longirostris
Strombulidens longirostris är en bladmossart som beskrevs av William Russell Buck 1981. Strombulidens longirostris ingår i släktet Strombulidens och familjen Ditrichaceae. Inga underarter finns listade i Catalogue of Life.